# Andonios Trakatelis
Andonios Trakatelis, gr. Αντώνιος Τρακατέλλης (ur. 4 września 1931 w Salonikach) – grecki biolog, wykładowca akademicki, od 1994 do 2009 poseł do Parlamentu Europejskiego.

## Życiorys
W 1955 został absolwentem uniwersytetu medycznego w Atenach. Trzy lata później uzyskał stopień doktora, a w 1961 tytuł zawodowy Master of Science. W 1960 specjalizował się w zakresie biochemii i mikrobiologii.
W trakcie swojej kariery naukowej był pracownikiem naukowym, wykładowcą i profesorem szkół medycznych w ramach uczelni amerykańskich (w tym University of Pittsburgh i City University of New York i inne). Od 1972 związany z Uniwersytetem Arystotelesa w Salonikach. Od 1986 do 1989 był dziekanem wydziału medycznego, a w latach 1988–1994 przez dwie kadencje pełnił funkcję rektora tej uczelni.
W 1994, 1999 i 2004 z ramienia Nowej Demokracji był wybierany do Parlamentu Europejskiego IV, V i VI kadencji. Należał do grupy chadeckiej, był m.in. wiceprzewodniczącym PE (2004–2007), kilkakrotnie przewodniczył różnym delegacjom. Pracował głównie w Komisji Ochrony Środowiska Naturalnego, Zdrowia Publicznego i Bezpieczeństwa Żywności. W Europarlamencie zasiadał do 2009.
Jego brat Dimitrios został arcybiskupem diecezji Greckiego Kościoła Prawosławnego w Ameryce.